# Aeropuerto de Logroño-Agoncillo
El Aeropuerto de Logroño-Agoncillo, a veces referido simplemente como Aeropuerto de Logroño, está situado al este de Logroño (La Rioja) España, en el término municipal de Agoncillo. 
Construido por el Ministerio de Fomento, con una inversión de 17.930.000 euros, es operado actualmente por AENA. Inaugurado en mayo de 2003, es uno de los aeropuertos españoles con menor tráfico aéreo.
En 2018, el aeropuerto dio servicio a un total de 21.381 pasajeros, con un incremento de un 6,9 % respecto al año anterior y 1.376 operaciones (-11 %).

## Aerolíneas y destinos
Las siguientes aerolíneas operan desde el Aeropuerto de Logroño:

### Destinos nacionales
| Ciudades            | Aeropuerto                              | Aerolíneas                                                 |
| España              | España                                  | España                                                     |
| ------------------- | --------------------------------------- | ---------------------------------------------------------- |
| Islas Baleares      |                                         |                                                            |
| Palma de Mallorca   | Aeropuerto de Palma de Mallorca         | Air Nostrum (Estacional) (Reinicia el 19 de julio de 2025) |
| Comunidad de Madrid |                                         |                                                            |
| Madrid              | Aeropuerto Adolfo Suárez Madrid-Barajas | Air Nostrum                                                |

La principal compañía que opera en el aeropuerto es Air Nostrum (Iberia), ofreciendo vuelos diarios a Madrid (6 vuelos de ida y vuelta por semana, en verano ninguno)[cita requerida]. En temporada estival, Air Nostrum ofrece a veces vuelos a destinos turísticos.

## Estadísticas
Ver fuente y consulta Wikidata.

## Accesos
Se encuentra a 10 minutos en coche del centro de Logroño, a través de la LO-20 y posteriormente la N-232. No hay servicio de transporte público hasta el aeropuerto.

## Instalaciones

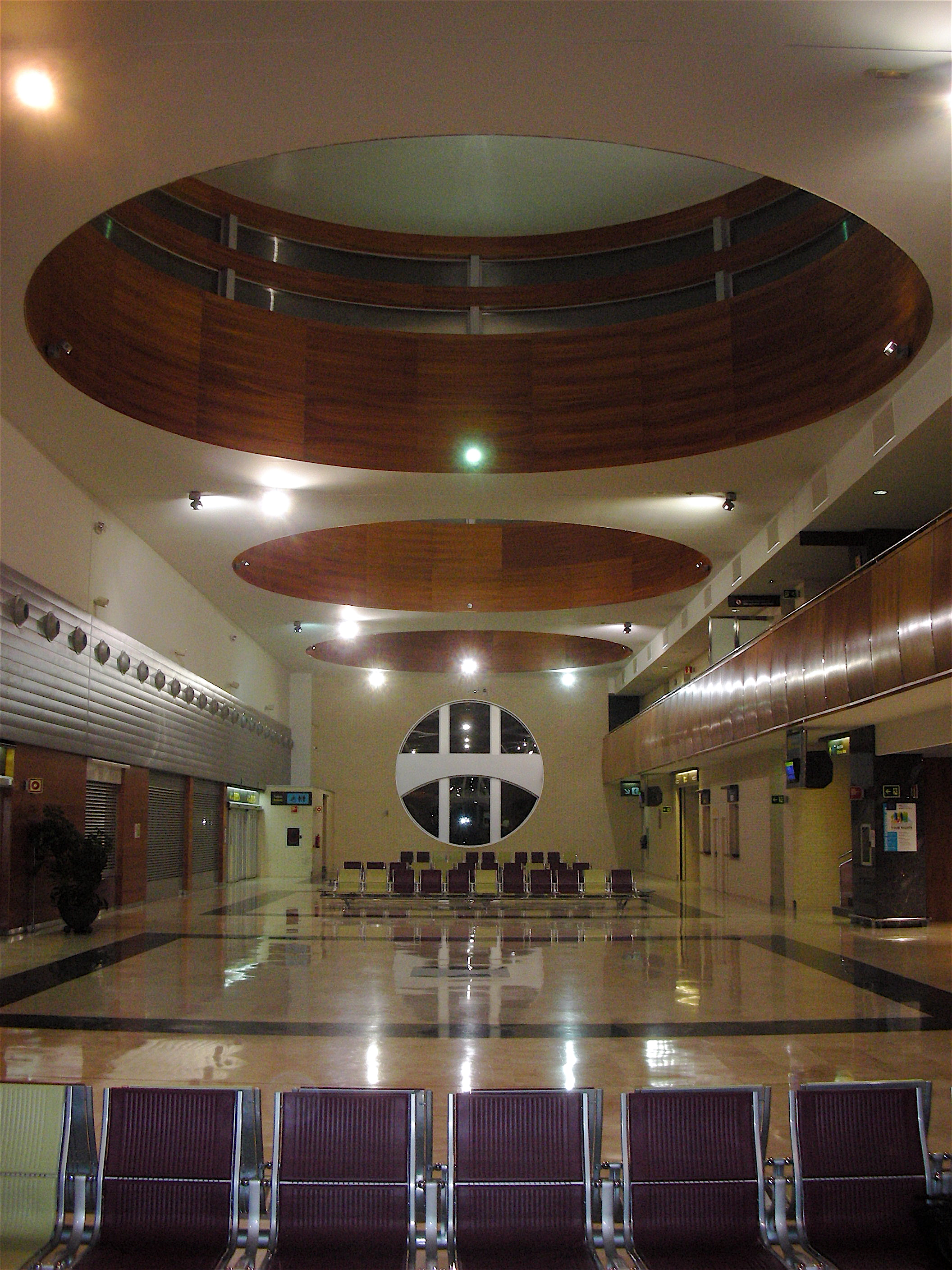
Interior de la terminal del aeropuerto

El edificio terminal del aeropuerto tiene 4000 m², y está preparado para atender hasta 350 pasajeros en hora punta[cita requerida].
Inicialmente, su pista solo permitía operar a aparatos regionales de tamaño medio (150 plazas, tipo MD-83)[cita requerida].
En 2006 se llegó a un acuerdo entre el Gobierno de La Rioja y AENA para la instalación del sistema de aproximación ILS y un depósito de combustible, disponibles desde finales de año. La nueva solución de suministro de combustible y el aumento de tamaño de pista útil harán posible la llegada al aeropuerto de naves de mayor tamaño (180 plazas, Airbus 320).
Dispone de servicio de cafetería y restaurante, así como alquiler de vehículos[cita requerida].

## Historia

### De aeródromo a aeropuerto

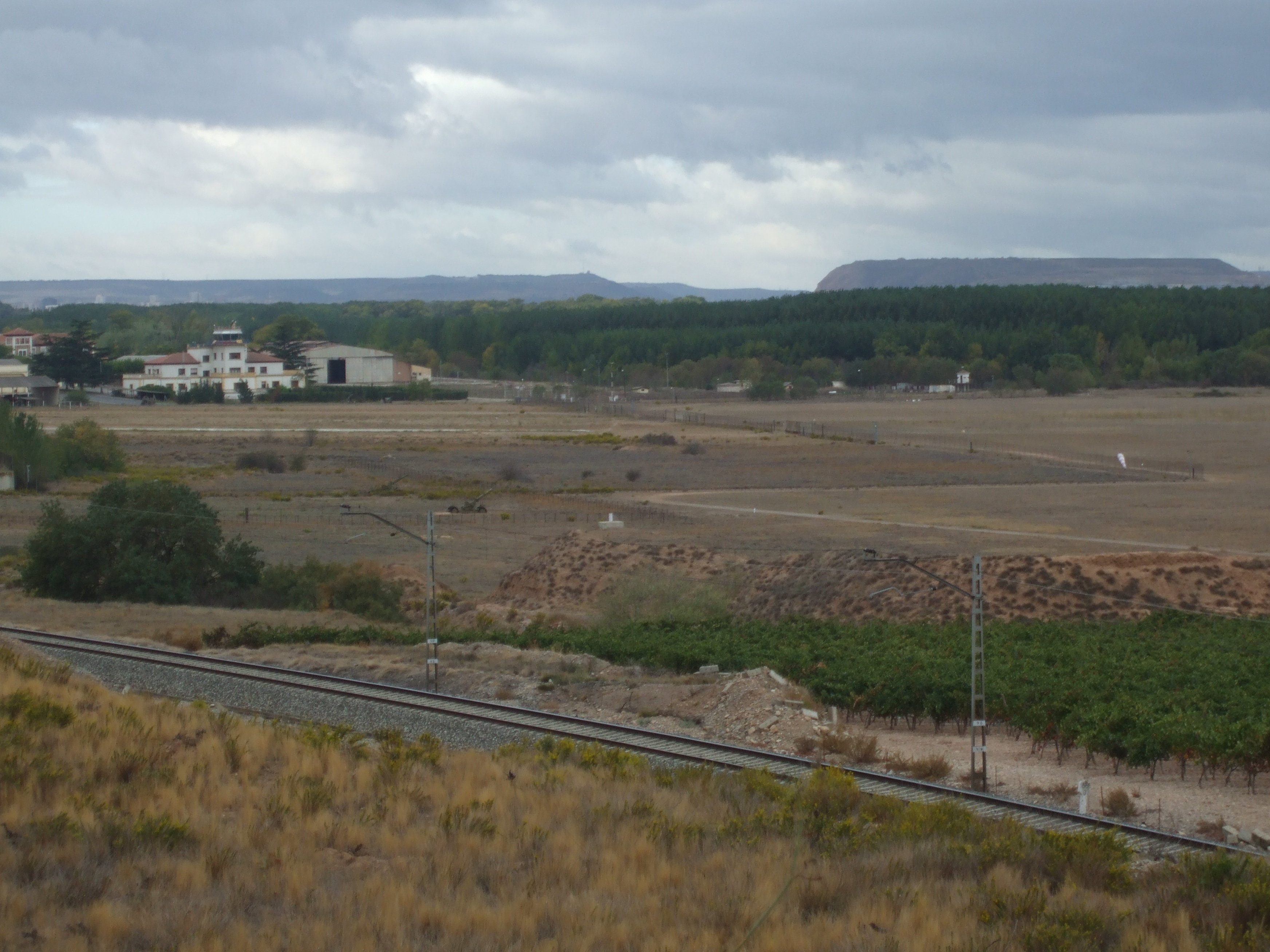
Base de Agoncillo

Los orígenes del aeropuerto se remontan a la base militar de Recajo, una base aérea secundaria construida entre 1924 y 1928. Por entonces, el campo de vuelos era de 1000 metros de largo y 600 de ancho. El 5 de febrero de 1932, se cambia su nombre por el de "Aeródromo de Agoncillo". En 1935, era director de obras del aeródromo el ingeniero militar, y también poeta, Miguel Márquez Soler. En 1946 se abre al tráfico aéreo civil, sin embargo, y hasta fecha reciente, su uso como tal fue bastante moderado, exceptuando las operaciones del Aeroclub de Logroño.
En 1996, el Gobierno de La Rioja decide impulsar la creación del aeropuerto de Logroño. Es el 21 de septiembre de 1998 cuando culminan esos esfuerzos, declarándose el aeropuerto de Logroño-Agoncillo como "aeropuerto de interés general" y poniendo en marcha los proyectos necesarios para su reforma, hasta su inauguración en 2003.

### 2003
En mayo, se inaugura el aeropuerto, comenzando a operar Iberline Express (Swedline Express AB) con tres vuelos diarios a Madrid. En agosto, Iberline reduce temporalmente una frecuencia a Madrid, para adaptarse a la menor demanda de este mes. En septiembre, tanto Iberline como Air Nostrum comienzan a operar una frecuencia diaria cada una a Barcelona, manteniendo Iberline las tres de Madrid. 
El 27 de octubre, Air Nostrum comienza a operar un vuelo diario a Madrid.

### 2004
El 26 de enero, después de varios meses de mal funcionamiento, Iberline suspende totalmente sus operaciones por los altos costes de los vuelos regionales y la competencia de la Air Nostrum. Agoncillo se queda con un solo operador: Iberia-Air Nostrum, con sus rutas diarias a Madrid y Barcelona.
El 2 de febrero, Iberia-Air Nostrum amplía a dos sus vuelos diarios a Madrid.
En mayo, la compañía leonesa Lagun Air también empezó a operar en el aeropuerto, ofertando una conexión semanal León-Bilbao-Logroño-Palma de Mallorca. Al cabo de unos meses, la compañía abandonó el aeropuerto cancelando la ruta.
En verano, se reduce a una la frecuencia a Madrid y se deja de operar la de Barcelona, volviéndose a reanudar en septiembre. 
Ese mismo verano, comenzó a operarse un vuelo chárter semanal entre Logroño y Palma de Mallorca durante la temporada estival. El vuelo estaba operado por Spanair para la mayorista Soltour.

### 2005

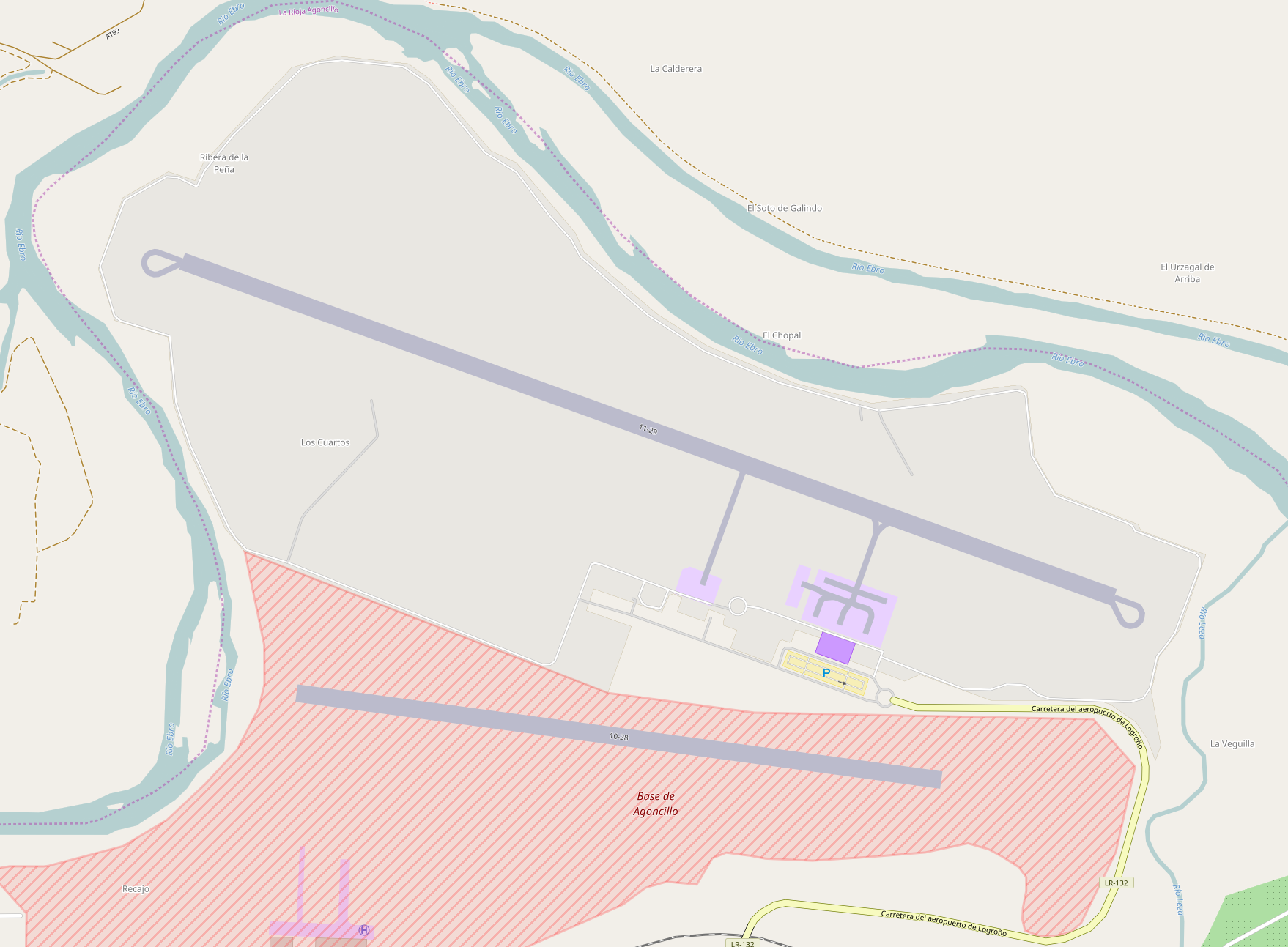
Mapa del Aeropuerto, entre la base de Agoncillo y el río Ebro

Año de pocos cambios en Agoncillo. En verano, se repite la situación de 2004, Air Nostrum reduce una frecuencia a Madrid y retira la ruta a Barcelona, mientras Spanair opera de nuevo el vuelo a Palma para Soltour.

### 2006
Desde finales de julio hasta primeros de septiembre, Iberia-Air Nostrum aprovecha la reducción de los servicios a Madrid y Barcelona para incluir algunos vuelos semanales a Málaga, Palma de Mallorca e Ibiza.
Durante el verano, Spanair (con la participación de Iberojet y el Cabildo de Tenerife) fletó un vuelo directo semanal entre Tenerife y Logroño. El objetivo de este servicio era permitir a canarios de tercera edad visitar la península, aunque su utilización también fue posible para viajeros que deseen realizar la ruta inversa.
Además se mantuvo el vuelo chárter a Palma de Mallorca, operado por Spanair para Soltour, instaurado en 2004.
Ese mismo verano, Swiftair operó un vuelo chárter semanal a Menorca para la mayorista Iberojet.

### 2007
En Semana Santa y verano, Iberia-Air Nostrum aprovecha la reducción de los servicios a Madrid y Barcelona para incluir algunos vuelos semanales a Málaga, Palma de Mallorca e Ibiza, tal como hizo el verano de 2006.
El 24 de junio de 2007 entró en escena la compañía Rioja Airlines, que tenía previstos vuelos en una primera fase a Alicante, Sevilla y Málaga, para en 2008 enlazar con Asturias y Santiago de Compostela. Sin embargo dicha compañía ha tenido una vida corta, de apenas unos meses, desapareciendo en septiembre de 2007.
Spanair mantuvo el vuelo chárter estival a Palma de Mallorca y añadió un nuevo vuelo semanal a Tenerife, ambos operados para la mayorista Soltour. Por su parte, Swiftair mantiene el vuelo semanal a Menorca que ya operó el año anterior, y añade un nuevo vuelo semanal a Ibiza, ambos operados para Iberojet.

### 2008
En verano, Iberia-Air Nostrum aprovecha la reducción de los servicios a Madrid y Barcelona para incluir algunos vuelos semanales a Málaga, Palma de Mallorca e Ibiza, tal como hizo en años anteriores
Además se mantuvieron los vuelo chárter a Palma de Mallorca y Tenerife, operados por Spanair para Soltour.

### 2009
En febrero se anunció la posible apertura de una ruta a Roma, que comenzaría en junio. La operaría la empresa Mistral Air, por encargo de Opera Romana Pelegrinaggi (agencia oficial de viajes de la Santa Sede), y su intención era traer turistas italianos a España para que realicen el Camino de Santiago, desde Logroño hasta Santiago de Compostela. Finalmente, la apertura de la ruta quedó en el aire, más tarde se confirmó que se abriría la ruta a finales de agosto, y finalmente se pospuso su inicio indefinidamente.
En verano, como de costumbre, se suprime la ruta a Barcelona, pero en esta ocasión no se volverá a reanudar en invierno. También se reduce durante el verano a 2 frecuencias semanales la conexión con Madrid, en lugar de las 6 habituales en verano. A partir de septiembre, en lugar de retomar las 12 frecuencias invernales, se reducen a 6 frecuencias semanales. Air Nostrum opera rutas estivales a Palma de Mallorca (2 frecuencias semanales) e Ibiza (1 frecuencia semanal). También se cae este año la ruta estival con Málaga.
En cuanto a vuelos chárter, se opera un vuelo semanal a Palma de Mallorca, y Spanair opera otro a Tenerife, ambos para la mayorista Soltour.

### 2010
Se mantienen las 6 frecuencias semanales a Madrid, que se reducen a 2 durante el verano.
En verano se mantiene la ruta de Air Nostrum a Palma de Mallorca (2 frecuencias semanales), pero no la de Ibiza.
Se operan además vuelos chárter semanales a Tenerife y Lanzarote.

### 2011
De nuevo se mantienen las 6 frecuencias semanales a Madrid, que se reducen a 2 durante el verano y se suspenden durante el periodo navideño.
En verano se mantiene la ruta de Air Nostrum a Palma de Mallorca (2 frecuencias semanales) y se planificaron los habituales vuelos chárter semanales a Tenerife y Lanzarote, pero finalmente fueron cancelados.

### 2012
En 2012, el Gobierno de La Rioja renueva el contrato de "servicios publicitarios y promoción turística" de la empresa Air Nostrum por un importe superior a los 3 millones de euros para el periodo febrero de 2012-febrero de 2015. Con este concurso se asegura la permanencia de 6 frecuencias semanales a Madrid que podrán ser suspendidas en periodos de menor demanda.
Durante este año, Air Nostrum mantiene sus 6 frecuencias semanales a Madrid, que se reducen a 2 durante el verano y se suspenden durante el periodo navideño, y las dos frecuencias durante el periodo estival a Palma de Mallorca.

### 2013
En 2013, Air Nostrum decide no operar la ruta a Palma de Mallorca. Se mantiene la ruta habitual a Madrid con 6 vuelos semanales que se reducen a 2 en verano y se suspenden durante el periodo navideño. 
Además se opera por primera vez un vuelo chárter a Berlín durante el puente de diciembre.

### 2014
En 2014, Air Nostrum vuelve a operar la ruta veraniega a Palma de Mallorca con 3 frecuencias semanales, y retoma la ruta a Ibiza con 2 frecuencias semanales durante el verano. Se mantiene la ruta habitual a Madrid con 6 vuelos semanales, pero se suspende durante el verano, reanudándose en septiembre. También se suspende la ruta, como es habitual, durante el periodo navideño. 
Además se opera un vuelo chárter a Praga en Semana Santa y otro durante el puente de diciembre.

### 2015
En 2015 se amplía el contrato de "servicios publicitarios y promoción turística" concedido a la empresa Air Nostrum durante un año más, hasta febrero de 2016, por un importe superior a 1 millón de euros.
Air Nostrum mantiene la ruta a Madrid con 6 vuelos semanales, pero queda de nuevo suspendida durante el verano, reanudandose en septiembre. En su lugar se operan dos frecuencias semanales a Palma de Mallorca. También se suspende la ruta, como es habitual, durante el periodo navideño.
En 2015, se operan vuelos chárter a Lisboa, Berlín y Catania durante Semana Santa y a Pisa en el puente de diciembre.

### 2016
En 2016 se vuelve a renovar el convenio con Air Nostrum por un año más, hasta febrero de 2017.
Air Nostrum mantiene la ruta a Madrid con 6 vuelos semanales, pero queda de nuevo suspendida durante el verano, reanudándose en septiembre. En su lugar se operan dos frecuencias semanales a Palma de Mallorca. También se suspende la ruta, como es habitual, durante el periodo navideño.
En Semana Santa se operan vuelos chárter a Lisboa y Praga, y durante el verano se operan dos vuelos a Varsovia. Durante el puente de diciembre se operaron vuelos chárter a Roma y Berlín.

### 2017
En 2017 se renueva el contrato con Air Nostrum para un año más, hasta febrero de 2018. Se trata de la tercera prórroga del contrato firmado en 2012, que supone un coste anual superior a un millón de euros.
Gracias a dicho convenio, Air Nostrum mantiene la ruta a Madrid con 6 vuelos semanales, pero queda de nuevo suspendida durante el verano, reanudándose en septiembre. En su lugar se operan durante el verano dos frecuencias semanales a Palma de Mallorca. También se suspende la ruta, como es habitual, durante el periodo navideño.
Además se operaron vuelos chárter durante Semana Santa a Viena y Pisa y durante el puente de la Constitución a Praga y Roma.

### 2018
En 2018 se firmará un nuevo contrato de promoción turística para el periodo 16/2/2018-15/2/2020. La única oferta presentada procede de Air Nostrum, que propone mantener las 6 frecuencias semanales a Madrid por un coste anual superior a un millón de euros (IVA incluido).